# Landri Sales
Landri Sales är en kommun i Brasilien.   Den ligger i delstaten Piauí, i den östra delen av landet, 1 000 km norr om huvudstaden Brasília. Antalet invånare är 5 281.
Omgivningarna runt Landri Sales är huvudsakligen savann. Runt Landri Sales är det mycket glesbefolkat, med 4 invånare per kvadratkilometer.